# Diego Villalobos Carrillo
Diego Villalobos Carrillo (25 marzo 2005) è un nuotatore artistico messicano.

## Palmarès
- Mondiali

Doha 2024: bronzo nel duo misto tecnico e nel duo misto libero
Singapore 2025: bronzo nel solo tecnico
- Mondiali giovanili:

Lima 2024: oro nel solo tecnico, nel solo libero e nel duo misto libero, argento nel duo misto tecnico.
- Giochi panamericani giovanili

Cali 2021: argento nel duo misto

### Coppa del Mondo
- 6 podi:
  - 1 vittoria (1 nella gara individuale)
  - 2 secondi posti (2 nella gara individuale)
  - 3 terzi posti (2 nel duo e 1 nella gara a squadre)

#### Coppa del mondo - vittorie
| Data           | Luogo | Paese | Disciplina   |
| -------------- | ----- | ----- | ------------ |
| 13 giugno 2025 | Xi'an | Cina  | Solo tecnico |